# 院庄林業
院庄林業株式会社（いんのしょうりんぎょう）は、岡山県津山市に本社を置く木質構造材を生産販売する企業である。

## 概要
木材を通じて温かみのある空間の提供をミッションとして
乾燥木材、集成材、プレカット材を大手住宅メーカーを中心に供給している。また、山林事業や住宅事業もてがける総合木材メーカーとなっている。ヒノキ材と集成材の取扱いに関しては全国トップレベルの実績となっている。
　木材原料の調達先は欧州、カナダ、日本各地と幅広く活動をしていることも特徴の一つである。
また、早くから太陽光発電に取り組むなど環境企業としての取り組みもおこなっている。

## 事業所
- 本社： 岡山県津山市二宮
- プレカット工場、建材センター：岡山県津山市神戸
- 久米工場、岡山工場： 岡山県津山市くめ
- 富士宮工場：静岡県富士宮市
- 木場事務所：東京都江東区木場

## 関連企業
- 院庄林業住宅株式会社

## 沿革
- 1950年（昭和25年） - 武本平八郎が創業
- 1955年（昭和30年） - 法人に改組　院庄林業株式会社設立
- 1991年（平成 3年） - 現本社ビル竣工
- 2001年（平成13年） - 津山市くめ（旧久米郡久米町）久米産業団地内に久米工場竣工
- 2005年（平成17年） - 東京ロジスティック富士宮工場竣工
- 2008年（平成20年） - 院庄林業住宅設立

## 提供番組
- めざましテレビ 岡山ローカル